# 아르네 오만
페르 아르네 오만(스웨덴어: Per Arne Åhman, 1925년 2월 4일 ~ )은 스웨덴의 육상 선수로 주 종목은 세단뛰기, 높이뛰기이다. 1948년 런던에서 열린 올림픽에서 세단뛰기 금메달을 획득하였다.

## 경력
베스테르노를란드주 크람포르스 시의 노르딩로라는 마을에서 태어났으며, 1948년 영국 런던에서 열린 1948년 하계 올림픽에 스웨덴 국가대표로 참가했다. 이 대회의 도약 순서는 로마자 순서로부터 점프 하게 되어 있었는데, 당시 오만은 참가 선수 등록을 할 때 "Aaman"으로 표기했기 때문에 가장 먼저 경기에 임하였다. 그는 1차 도약으로 15.40m의 스웨덴 기록을 세웠으며 뒤의 선수들은 점차 악화되는 트랙의 상태로 인해 오만의 기록을 넘지 못하고 오만은 1차 도약으로 금메달 획득을 확정했다.